# A-50預警機
A-50「熊蜂」預警機（俄語：А-50 «Шмель»），北約代號「支柱」 (Mainstay)，是以伊留申-76運輸機為基礎，由別里耶夫設計局生產的預警機。

## 概觀
A-50可控制多達10架戰鬥機，1970年代初研製1984年服役，初期型装备的“野蜂”雷达为高重复频率脉冲多普勒，采用了S波段的发射机，发射功率20千瓦。雷达天线由平行开缝波导堆叠而成具较大外形尺寸，整體大小比美國E-2C預警機大甚多，性能上探测距离稍逊于E-2C預警機，但在地面信号反射背景下对目标的鉴定水平却要高出一筹。
A-50U是別里耶夫設計局與VEGA無線電系統公司合作的A-50最新改型，各性能均超越美國E-2C，作戰距離更遠巡邏時間從4小時增加到6小時。裝備了新型雷達系統「熊蜂-M」，A-50U可對敵方電子反制武器進行確定與跟蹤，原來存在的強烈噪音和高頻行蹤問題也有所克服。加強目標識別、處理速度、無線通信（包括衛星）、精確導航等功能，探測目標距離和跟蹤目標數量均有所增加，具備俯視功能，可在雜波背景中探測到遠距轟炸機及巡航導彈等目標。採用較低的垂直尾翼，提高了飛行穩定性；起飛重量達210噸，因而減少電子設備的體積與重量，騰出的空間用於增加燃料與改善乘員環境。在外型上改為水準翼面，並在機體兩側外接誘餌發射器。

## 服役國
- 俄羅斯-26架A-50M（可能只剩下1-2架能用[2]）
- 印度-3架A-50EI，訂購2架（采用以色列EL/W-2090雷达）

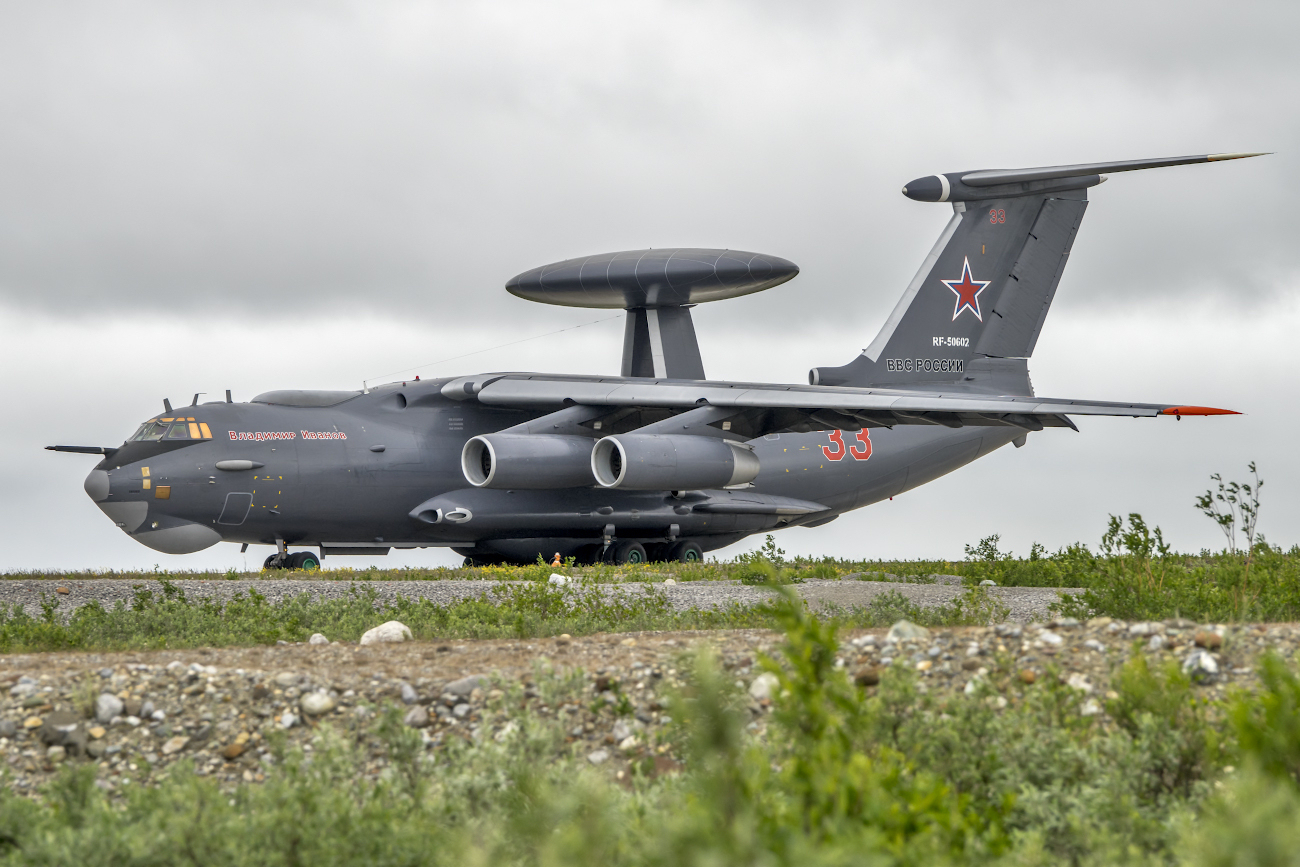
俄羅斯空軍 A-50

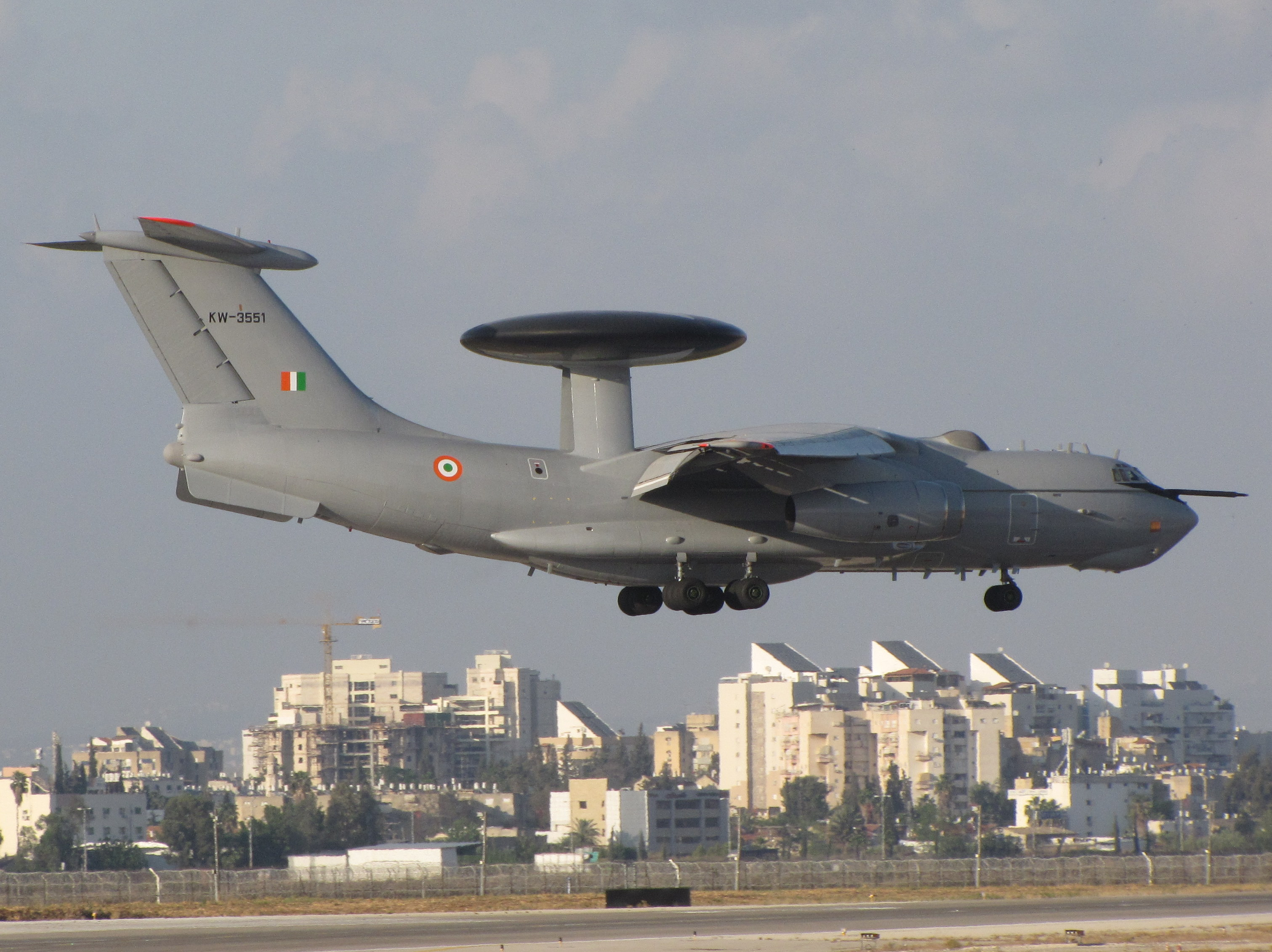
印度空軍 A-50EI Mainstay

## 實戰應用及戰損

### 俄羅斯入侵烏克蘭
- 2023年2月26日，一架部署於白俄羅斯的俄軍A-50U預警機被自殺式無人機炸毀，事後當地反對派武裝承認發動此次攻擊，然而俄方僅承認只有一架軍用運輸機受損，無預警機遭炸毀[3]。
- 2024年1月14日晚上，一架俄軍A-50預警機(“红50”，RF-50601,制造序列号1003496899)在執勤時於亞速海坠毁，烏克蘭方面宣稱被其擊落，俄罗斯宣称被己方火力误击擊落[4]。同一次行动中，一架与之配合的IL-22M-11RT空中指揮機（注册号RF-95678，序列号2964017551[5]）尾翼被击伤迫降，但推定重大結構受損，已在经济上无法修复[6]。
- 2024年2月23日晚上，烏克蘭空軍表示，第二架俄軍A-50預警機被擊落，此次有流出的相關視頻證據，顯示該機正在亞速海上空釋放熱焰彈，隨後在一陣火光中解體。[7][8]

- 2025年6月1日，烏克蘭發動蛛網行動，以自殺無人機襲擊俄羅斯五個軍用機場，成功擊毀多架戰機，其中據稱包括一架A-50預警機。[9]

## 技術規格(A-50U)

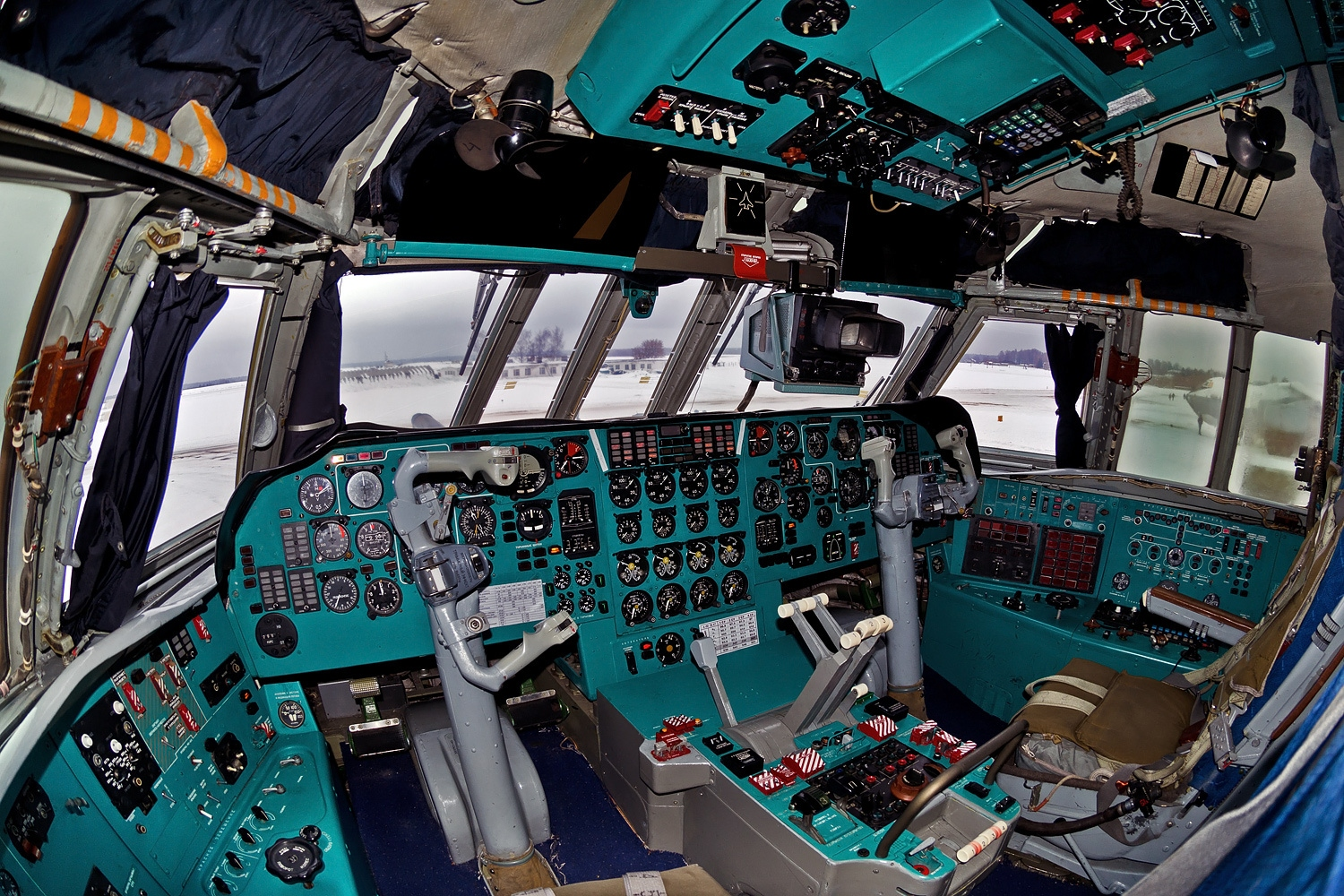
A50駕駛艙

基本信息
- 机组：15

性能
航電

雷達系統「熊蜂-M」

## 外部連結
- vectorsite.net Beriev A-50
- Beriev A-50U升級（页面存档备份，存于）
- Aviation.ru A-50
- Red-stars.org - A-50 Mainstay（页面存档备份，存于）
- Source article of NVO (in Russian)（页面存档备份，存于）
- Iranian AWACS (in Persian)